# Kézilabda az 1988. évi nyári olimpiai játékokon
Az 1988. évi nyári olimpiai játékokon a kézilabdatornákat szeptember 20. és október 1. között rendezték. A magyar férfi kézilabda-válogatott negyedik helyezést ért el.

## Éremtáblázat
| Az 1988. évi nyári olimpiai játékok éremtáblázata kézilabdában | Az 1988. évi nyári olimpiai játékok éremtáblázata kézilabdában | Az 1988. évi nyári olimpiai játékok éremtáblázata kézilabdában | Az 1988. évi nyári olimpiai játékok éremtáblázata kézilabdában | Az 1988. évi nyári olimpiai játékok éremtáblázata kézilabdában | Olimpia  |
| -------------------------------------------------------------- | -------------------------------------------------------------- | -------------------------------------------------------------- | -------------------------------------------------------------- | -------------------------------------------------------------- | -------- |
|                                                                | Ország                                                         | Arany                                                          | Ezüst                                                          | Bronz                                                          | Összesen |
| 1.                                                             | Dél-Korea (KOR)                                                | 1                                                              | 1                                                              | 0                                                              | 2        |
| 2.                                                             | Szovjetunió (URS)                                              | 1                                                              | 0                                                              | 1                                                              | 2        |
| 3.                                                             | Norvégia (NOR)                                                 | 0                                                              | 1                                                              | 0                                                              | 1        |
| 4.                                                             | Jugoszlávia (YUG)                                              | 0                                                              | 0                                                              | 1                                                              | 1        |
|                                                                |                                                                |                                                                |                                                                |                                                                |          |
| Összesen                                                       | Összesen                                                       | 2                                                              | 2                                                              | 2                                                              | 6        |

## Érmesek

### Férfi torna
| Az 1988. évi nyári olimpiai játékok érmesei férfi kézilabdában | Az 1988. évi nyári olimpiai játékok érmesei férfi kézilabdában | Az 1988. évi nyári olimpiai játékok érmesei férfi kézilabdában | Az 1988. évi nyári olimpiai játékok érmesei férfi kézilabdában |
| --- | --- | --- | -------------------------------------------------------------- |
| Arany | Ezüst | Bronz |                                                                |
| Szovjetunió (URS) | Dél-Korea (KOR) | Jugoszlávia (YUG) |                                                                |
| Vjacseszlav Atavin Igor Csumak Leonyid Dorosenko Valerij Gopin Aljakszandr Karsakevics Andrej Lavrov Voldemaras Novickis Jurij Nyesztyerov Alekszandr Rimanov Kansztancin Saravarav Jurij Savcov Georgij Szviridzenka Alekszandr Tucskin Andrej Tyumencev Mihail Vasziljev | Cshö Szokcse (Choi Seok-Jae) Kang Dzsevon (Gang Jae-Won) Kim Dzsehvan (Kim Jae-Hwan) Ko Szokcsang (Go Seok-Chang) Im Dzsinszok (Im Jin-Seok) O Jonggi (O Yong-Gi) Pak Tohon (Park Do-Heon) Pak Jongde (Park Yeong-Dae) No Hjonszok (No Hyeon-Seok) Sim Dzsehong (Sim Jae-Hong) Sin Jongszok (Sin Yeong-Seok) Jun Theil (Yun Tae-Il) I Szanghjo (Lee Sang-Hyo) | Mirko Bašić Jožef Holpert Boris Jarak Slobodan Kuzmanovski Muhamed Memić Alvaro Načinović Goran Perkovac Zlatko Portner Iztok Puc Rolando Pušnik Momir Rnić Zlatko Saračević Irfan Smajlagić Ermin Velić Veselin Vujović |                                                                |

### Női torna
| Az 1988. évi nyári olimpiai játékok érmesei női kézilabdában | Az 1988. évi nyári olimpiai játékok érmesei női kézilabdában | Az 1988. évi nyári olimpiai játékok érmesei női kézilabdában | Az 1988. évi nyári olimpiai játékok érmesei női kézilabdában |
| --- | --- | --- | ------------------------------------------------------------ |
| Arany | Ezüst | Bronz |                                                              |
| Dél-Korea (KOR) | Norvégia (NOR) | Szovjetunió (URS) |                                                              |
| Han Hjonszuk (Han Hyeon-Suk) Kim Miszuk (Kim Mi-Suk) Kim Cshunnje (Kim Chun-Rye) Kim Hjonmi (Kim Hyeon-Mi) Kim Gjongszun (Kim Gyeong-Sun) I Giszun (Lee Gi-Sun) Im Migjong (Im Mi-Gyeong) Szon Mina (Son Mi-Na) Szong Dzsihjon (Song Ji-Hyeon) Szok Minhi (Seok Min-Hui) Szong Gjonghva (Seong Gyeong-Hwa) Kim Mjongszun (Kim Myeong-Sun) | Kjerstin Andersen Berit Digre Marthe Eliasson Susann Goksør Trine Haltvik Hanne Hegh Hanne Hogness Vibeke Johnsen Kristin Midthun Karin Pettersen Karin Singstad Annette Skottvoll Ingrid Steen Heidi Sundal Cathrine Svendsen | Natalja Anyiszimova Marina Bazanova Tatyjana Dzsandzsgava Elina Guszeva Tetyana Horb Larisza Karlova Natalja Lapickaja Szvitlana Manykova Natalija Mitrjuk Natalja Morszkova Olena Nemaskalo Natalija Rusznacsenko Olha Szemenova Jevhenyija Tovsztohan Zinajida Turcsina |                                                              |